# Engineering Equation Solver
Engineering Equation Solver (en inglés, Solucionador de ecuaciones de ingeniería), abreviado EES (pronunciado ease), es un programa que calcula la solución de un conjunto de ecuaciones algebraicas. EES puede resolver de manera eficiente cientos de ecuaciones algebraicas no lineales acopladas. EES también se puede utilizar para resolver ecuaciones diferenciales de valor inicial.
EES incorpora una gran cantidad de funciones matemáticas y termofísicas. En termodinámica el programa implementa la Ley de Gibbs-Duhem para la resolución de las propiedades termodinámicas. Las tablas de vapor se calculan de tal manera que cualquier propiedad termodinámica se puede obtener de una llamada de función incorporada en términos de cualesquiera otras dos propiedades. Se proporciona una capacidad similar a muchos otros fluidos, por ejemplo, amoníaco, nitrógeno, metano, propano, todos los refrigerantes comunes de CFC, R-134a y otros. Las tablas de aire están integradas, al igual que las funciones psicrométricas y los datos de tabla de JANAF, para muchos gases comunes. También se proporcionan funciones de propiedad de transporte. Las funciones de propiedades termofísicas operan en unidades del SI e inglesas.
EES proporciona la capacidad de hacer estudios paramétricos. Las variables seleccionadas se pueden incluir en una tabla similar a una hoja de cálculo donde el usuario determina qué variables son independientes al ingresar sus valores en las celdas de la tabla. EES resolverá la tabla para determinar los valores de todas las variables dependientes.
El programa fue desarrollado en la Universidad de Wisconsin-Madison por el departamento de Ingeniería Mecánica a cargo del profesor Sanford A. Klein.